# Aulacodes congallalis
Aulacodes congallalis là một loài bướm đêm trong họ Crambidae.